# Condado de Opole (voivodia de Opole)
Condado de Opole (em polonês/polaco: powiat opolski) é um condado da Polónia, na voivodia de Opole. A sede do condado é a cidade de Opole. Estende-se por uma área de 1586,82 km², com 135 081 habitantes, segundo os censos de 2005, com uma densidade 85,13 hab/km².

## Divisões admistrativas
O condado possui:
Comunas urbana-rurais: Niemodlin, Ozimek, Prószków, Tułowice
Comunas rurais: Chrząstowice, Dąbrowa, Dobrzeń Wielki, Komprachcice, Łubniany, Murów, Popielów, Tarnów Opolski, Turawa
Cidades: Niemodlin, Ozimek, Prószków, Tułowice

## Demografia
População (dados de 30 de Junho de 2005):
|          | Total   | Total | Mulheres | Mulheres | Homens  | Homens |
| -------- | ------- | ----- | -------- | -------- | ------- | ------ |
|          | pessoas | %     | pessoas  | %        | pessoas | %      |
| Total    | 135 081 | 100   | 69 256   | 51,3     | 65 825  | 48,7   |
| Cidades  | 19 586  | 100   | 10 165   | 51,9     | 9421    | 48,1   |
| Povoados | 115 495 | 100   | 59 091   | 51,2     | 56 404  | 48,8   |